# 嘉当子代数
在数学中，嘉当子代数（Cartan subalgebra，缩写为 CSA），是一个李代数 {\displaystyle {\mathfrak {g}}} 的自正规化（如果 {\displaystyle [X,Y]\in {\mathfrak {h}}} 对所有 {\displaystyle X\in {\mathfrak {h}}}，那么{\displaystyle Y\in {\mathfrak {h}}}）、幂零子代数，通常用 {\displaystyle {\mathfrak {h}}} 表示。

## 存在性和唯一性
当基域是无限域时，有限维李代数的嘉当子代数总是存在的。如果基域是代数闭的且特征为零，那么对给定的有限维李代数，所有嘉当子代数通过李代数的自同构都是共轭的，因此也是同构的。

## 半单李代数的嘉当子代数
对基域是代数闭的且特征为零的半单李代数，它的嘉当子代数是交换的并有下面的性质：{\displaystyle {\mathfrak {g}}} 的伴随表示限定到 {\displaystyle {\mathfrak {h}}} 上是 {\displaystyle {\mathfrak {g}}} 的一个对角化表示，并且特征值为零的特征空间正是 {\displaystyle {\mathfrak {h}}} 。非零的权称为根，对应的特征空间称为根空间；所有的根空间都是一维的。

## 例子
- 任何幂零李代数是它自己的嘉当子代数。
- n×n 矩阵 李代数的嘉当子代数是所有对角阵形成的子代数。
- 迹为0的二阶矩阵李代数{\displaystyle {\mathfrak {sl}}_{2}(\mathbb {R} )}有两个不共轭的嘉当子代数。